# Nino Taranto
Antonio Eduardo „Nino“ Taranto (* 28. August 1907 in Neapel; † 23. Februar 1986 ebenda) war ein italienischer Schauspieler, Komiker und Sänger.
Der Sohn eines Schneiders trat bereits als Kind als Macchietta-Sänger auf. Er erhielt eine Gesangsausbildung bei Salvatore Capaldo und debütierte zwölfjährig mit E. A. Marios Lied E l’edera sei tu. In die gleiche Zeit fällt sein Filmdebüt in Eugenio Peregos Stummfilm Vedi Napoli e poi muori.Später wurde er Mitglied von Mimì Maggios Compagnia dei piccoli am Teatro Pertenope in Foria, wo er mit Kollegen wie Pupella Maggio, Gino Maringola, Ugo D’Alessio und Nello Ascoli auftrat.
Erfolgreich wurde er ab 1929 als Macchietta-Sänger in der Compagnia Cafiero-Fumo mit Stücken wie Ciccio Formaggio. Daneben trat er in Komödien von Giuseppe Marotta und von  Raffaele Viviani wie L’ultimo scugnizzo, L’imbroglione onesto, Morte di Carnevale, Il vicolo, La figliata, Don Giacinto, Guappo di cartone und Sposalizio auf. Auch Werke von Guglielmo Giannini, Salvatore Di Giacomo, Giulio Scarnicci, Renzo Tarabusi, Titina De Filippo, Libero Bovio und Luigi Pirandello zählten zu seinem Repertoire.
1955 nahm er mit dem Lied O ritratto 'e Nanninella am Festival di Napoli teil. Hierher kehrte er in wechselnder Funktion – als Sänger, Autor und Moderator – 1958 und 1967 zurück und gewann 1967 den Ersten und Zweiten Preis mit den Liedern O matusa und A prutesta. Am Festival Le nuove Canzoni di Napoli 1973 war er als Moderator und Sänger beteiligt. Großen Erfolg hatte sein von Mario Festa komponiertes Lied Lusingame.
Als Filmschauspieler trat Taranto in mehr als 80 Filmen auf, darunter in sechs Filmen mit dem berühmten Komödianten Totò. In den 1970er Jahren beteiligte er sich auch an Fernsehproduktionen wie Milleluci und Senza Rete. Seine eigene Laufbahn stellte er 1984 in der Produktion Taranto Story dar. Seine letzten Auftritte hatte er mit seinem Bruder Carlo Taranto in der Compagnie von Luisa Conte.

## Filmografie (Auswahl)
- 1958: Don Vesuvio und das Haus der Strolche (Il bacio del sole)